# Holcocera inclusa
Holcocera inclusa é uma espécie de mariposa do gênero Holcocera pertencente à família Coleophoridae.